# Габор Каллаї
Габор Каллаї (угор. Kállai Gábor; 21 лютого 1959 — 31 грудня 2021) — угорський шахіст, шаховий тренер, суддя міжнародного класу і автор книг шахової тематики, гросмейстер від 1995 року.

## Шахова кар'єра
1981 року представляв Угорщину на молодіжному командному чемпіонаті світу (серед спортсменів до 26 років) в Граці, здобувши бронзову медаль. Неодноразово брав участь у міжнародних турнірах, кілька разів досягаючи успіхів, зокрема, 3-тє місце в Улан-Баторі (1984, позаду Євгена Пігусова і Геннадієм Туніком), поділив 2-4-те місце в Трнаві (1985, позаду Еріка Педерсена, разом з Влодзімєжом Шмідтом і Карелом Мокрим), поділив 1-ше місце у Вісбадені (1988, разом з Екгардом Шміттділем і Тібором Тольнаї), посів 3-тє місце в Шіофоку (1990, позаду Іштвана Чома і Артура Фролова), поділив 2-ге місце у Вісбадені (1993, позаду Еріка Лоброна) і 2-3-тє місце в Балатонберені (1995, позаду Олега Романишина, разом з Іоаннісом Ніколаїдісом). 2001 року виступив у складі збірної Угорщини на командному чемпіонаті світу в Єревані, але на турнірі не зіграв жодної партії.
Як тренер співпрацював з Золтаном Ріблі (1983—1986) і Жужею Полгар (1980—1994). Між 2001 і 2005 роками був капітаном чоловічої збірної Угорщини, а починаючи з 2006 року займає посаду директора зі зв'язків з громадськістю в Угорській шаховій федерації.
Найвищий рейтинг Ело в кар'єрі мав станом на 1 липня 2001 року, досягнувши 2555 очок займав тоді 10-те місце серед угорських шахістів.

## Публікації
- Winning With the queen's Indian (1987), Simon & Schuster, ISBN 978-0-02-029801-4, разом з Zoltanem Riblim
- Megnyitások könyve (1990)
- Winning With the English (1993), Henry Holt, ISBN 978-0-8050-2642-9, разом з Золтаном Ріблі
- Buch der Eröffnungen (1996)
- Basic Chess Openings (1997), Everyman Chess, ISBN 978-1-85744-113-0
- More Basic Chess Openings (1997), Everyman Chess, ISBN 978-1-85744-206-9
- Újra csillog az ezüst, Sakkolimpia Bled (2002), разом з Дьордем Хонфі
- 64 kockára 64 teszt (2004), разом з Яношом Сабольчем
- Sakkpéntek (2006)
- Hol végződik а sakktábla?  (2007)